# Jesús Centeno
Jesús Humberto Centeno Bolívar (Maracay, 27 dicembre 1985) è un cestista venezuelano.

## Carriera
Con il Venezuela ha disputato i Campionati americani del 2009.